# Sport-Club Freiburg 2015-2016
Questa voce raccoglie le informazioni riguardanti lo  Sport-Club Freiburg   nelle competizioni ufficiali della stagione calcistica 2015-2016.

## Stagione
Nella stagione 2015-2016 il Friburgo, allenato da Christian Streich, concluse il campionato di 2. Bundesliga al 1º posto e fu promosso in Bundesliga. In coppa di Germania il Friburgo fu eliminato al secondo turno dall'Augusta.

## Rosa
| N. |                     | Ruolo | Calciatore            |
| -- | ------------------- | ----- | --------------------- |
| 1  | Germania (bandiera) | P     | Alexander Schwolow    |
| 2  | Norvegia (bandiera) | D     | Vegar Eggen Hedenstad |
| 3  | Spagna (bandiera)   | D     | Marc Torrejón         |
| 4  | Germania (bandiera) | D     | Immanuel Höhn         |
| 6  | Albania (bandiera)  | C     | Amir Abrashi          |
| 7  | Germania (bandiera) | A     | Florian Niederlechner |
| 8  | Germania (bandiera) | C     | Mike Frantz           |
| 9  | Germania (bandiera) | A     | Tim Kleindienst       |
| 11 | Germania (bandiera) | A     | Joshua Mees           |
| 14 | Norvegia (bandiera) | A     | Håvard Nielsen        |
| 15 | Germania (bandiera) | C     | Pascal Stenzel        |
| 16 | Norvegia (bandiera) | C     | Mats Møller Dæhli     |
| 17 | Germania (bandiera) | D     | Lukas Kübler          |
| 18 | Germania (bandiera) | A     | Nils Petersen         |
| 19 | Germania (bandiera) | C     | Florian Kath          |
| 20 | Germania (bandiera) | D     | Marc-Oliver Kempf     |

| N. |                                 | Ruolo | Calciatore         |
| -- | ------------------------------- | ----- | ------------------ |
| 21 | Germania (bandiera)             | P     | Patric Klandt      |
| 23 | Germania (bandiera)             | C     | Julian Schuster    |
| 24 | Bosnia ed Erzegovina (bandiera) | D     | Mensur Mujdža      |
| 25 | Germania (bandiera)             | D     | Jonas Föhrenbach   |
| 26 | Germania (bandiera)             | A     | Maximilian Philipp |
| 27 | Germania (bandiera)             | C     | Nicolas Höfler     |
| 28 | Germania (bandiera)             | C     | Marco Hingerl      |
| 29 | Germania (bandiera)             | P     | Konstantin Fuhry   |
| 30 | Germania (bandiera)             | D     | Christian Günter   |
| 31 | Slovacchia (bandiera)           | C     | Karim Guédé        |
| 32 | Italia (bandiera)               | C     | Vincenzo Grifo     |
| 33 | Stati Uniti (bandiera)          | C     | Caleb Stanko       |
| 34 | Germania (bandiera)             | A     | Amir Falahen       |
| 35 | Germania (bandiera)             | C     | Lucas Hufnagel     |
| 44 | Germania (bandiera)             | C     | Fabian Schleusener |

### Staff tecnico
- Klemens Hartenbach - Direttore Sportivo
- Iraklis Metaxas - Direttore scuola calcio
- Klemens Hartenbach - Capo degli osservatori
- Christian Streich - Allenatore
- Lars Voßler - Allenatore in seconda
- Patrick Baier - Allenatore in seconda
- Simon Ickert- Preparatore atletico
- Dr. Andreas Aust - Medico sociale
- Andreas Kronenberg - Preparatore dei portieri

## Risultati

### 2. Bundesliga

#### Girone di andata
| Arbitro: | Stieler |

|                                                                         |           |                                           |
| Petersen 8’ (rig.), 11’ (rig.), 13’ Frantz 40’ Philipp 61’ Schuster 90’ | Marcatori | 44’ Möhwald 46’ Behrens 53’ (rig.) Schöpf |

| Arbitro: | Winkmann |

|  |           |                     |
|  | Marcatori | 75’ (rig.) Petersen |

| Arbitro: | Sippel |

|              |           |                            |
| Torrejón 83’ | Marcatori | 65’ Bulut 70’, 75’ Terodde |

| Arbitro: | Osmers |

|           |           |                      |
| Bolly 37’ | Marcatori | 33’ Grifo 39’ Höfler |

| Arbitro: | Dietz |

|                                       |           |            |
| Frantz 9’ Petersen 30’ Grifo 37’, 79’ | Marcatori | 88’ Hübner |

| Arbitro: | Perl |

|  |           |                          |
|  | Marcatori | 72’ Abrashi 87’ Petersen |

| Arbitro: | Ittrich |

|                           |           |                   |
| Petersen 67’ Hufnagel 90’ | Marcatori | 44’ Klos 49’ Dick |

| Arbitro: | Cortus |

|           |           |              |
| Selke 47’ | Marcatori | 29’ Petersen |

| Arbitro: | Steinhaus |

|                         |           |  |
| Philipp 39’ Abrashi 49’ | Marcatori |  |

| Arbitro: | Stark |

|            |           |              |
| Manzon 90’ | Marcatori | 89’ Petersen |

| Arbitro: | Willenborg |

|                                                  |           |                       |
| Höhn 45’ Philipp 55’ Grifo 60’, 61’ Petersen 74’ | Marcatori | 66’ Freis 88’ Berisha |

| Arbitro: | Sippel |

|                |           |  |
| Rzatkowski 90’ | Marcatori |  |

| Arbitro: | Kircher |

|                        |           |                               |
| Grifo 15’ Petersen 38’ | Marcatori | 52’ (aut.) Mujdža 62’ Khelifi |

| Arbitro: | Schriever |

|            |           |             |
| Bröker 42’ | Marcatori | 62’ Abrashi |

| Arbitro: | Schröder |

|                                 |           |           |
| Petersen 3’, 21’, 52’ Grifo 40’ | Marcatori | 90’ Narey |

| Arbitro: | Sippel |

|                 |           |                               |
| Schnatterer 13’ | Marcatori | 42’ (rig.) Petersen 90’ Guédé |

| Arbitro: | Perl |

|                               |           |  |
| Frantz 23’ Kempf 30’ Höhn 69’ | Marcatori |  |

#### Girone di ritorno
| Arbitro: | Osmers |

|                                       |           |          |
| Burgstaller 14’ Föhrenbach 65’ (aut.) | Marcatori | 64’ Höhn |

| Arbitro: | Stieler |

|                                      |           |  |
| Philipp 34’ Föhrenbach 44’ Grifo 65’ | Marcatori |  |

| Arbitro: | Kampka |

|                             |           |  |
| Terrazzino 13’ Hoogland 67’ | Marcatori |  |

| Arbitro: | Stark |

|                  |           |                        |
| Grifo 45’ (rig.) | Marcatori | 26’ Đurđić 69’ Sararer |

| Arbitro: | Aytekin |

|  |           |                          |
|  | Marcatori | 51’ Philipp 84’ Petersen |

| Arbitro: | Dankert |

|                             |           |  |
| Höfler 8’ Niederlechner 48’ | Marcatori |  |

| Arbitro: | Gerach |

|           |           |                                            |
| Nöthe 31’ | Marcatori | 9’, 78’ Niederlechner 39’ Grifo 41’ Frantz |

| Arbitro: | Gräfe |

|                             |           |            |
| Grifo 10’ Niederlechner 68’ | Marcatori | 56’ Kaiser |

| Arbitro: | Willenborg |

|             |           |                                            |
| Hajsafi 55’ | Marcatori | 28’ Niederlechner 83’, 86’ (rig.) Petersen |

| Arbitro: | Brych |

|            |           |  |
| Frantz 58’ | Marcatori |  |

| Arbitro: | Dingert |

|                    |           |                                        |
| Freis 24’ Žulj 50’ | Marcatori | 2’ Niederlechner 33’ Philipp 58’ Grifo |

| Arbitro: | Winkmann |

|                                     |           |                                          |
| Kempf 3’, 85’ Grifo 36’ Philipp 60’ | Marcatori | 55’ Nehrig 75’ Alushi 90’ (rig.) Sobiech |

| Arbitro: | Ittrich |

|                          |           |                        |
| Holtmann 54’ Reichel 57’ | Marcatori | 70’ Petersen 90’ Kempf |

| Arbitro: | Weiner |

|                                           |           |  |
| Grifo 23’ Philipp 32’ Petersen 79’ (rig.) | Marcatori |  |

| Arbitro: | Aytekin |

|                 |           |                         |
| Stoppelkamp 57’ | Marcatori | 46’ Frantz 48’ Petersen |

| Arbitro: | Perl |

|                        |           |  |
| Niederlechner 87’, 90’ | Marcatori |  |

| Arbitro: | Dingert |

|                       |           |           |
| Nikçi 66’ Quiring 78’ | Marcatori | 90’ Kempf |

### Coppa di Germania
| Arbitro: | Mix |

|  |           |                                         |
|  | Marcatori | 2’, 45’, 61’, 64’ Petersen 71’ Schuster |

| Arbitro: | Dingert |

|  |           |                               |
|  | Marcatori | 11’ Ji 25’ Esswein 50’ Caiuby |

## Statistiche

### Statistiche di squadra
| Competizione      | Punti | In casa | In casa | In casa | In casa | In casa | In casa | In trasferta | In trasferta | In trasferta | In trasferta | In trasferta | In trasferta | Totale | Totale | Totale | Totale | Totale | Totale | DR  |
| Competizione      | Punti | G       | V       | N       | P       | Gf      | Gs      | G            | V            | N            | P            | Gf           | Gs           | G      | V      | N      | P      | Gf     | Gs     | DR  |
| ----------------- | ----- | ------- | ------- | ------- | ------- | ------- | ------- | ------------ | ------------ | ------------ | ------------ | ------------ | ------------ | ------ | ------ | ------ | ------ | ------ | ------ | --- |
| 2. Bundesliga     | 72    | 17      | 13      | 2       | 2       | 47      | 20      | 17           | 9            | 4            | 4            | 28           | 19           | 34     | 22     | 6      | 6      | 75     | 39     | +36 |
| Coppa di Germania | -     | 1       | 0       | 0       | 1       | 0       | 3       | 1            | 1            | 0            | 0            | 5            | 0            | 2      | 1      | 0      | 1      | 5      | 3      | +2  |
| Totale            | -     | 18      | 13      | 2       | 3       | 47      | 23      | 18           | 10           | 4            | 4            | 33           | 19           | 36     | 23     | 6      | 7      | 80     | 42     | +38 |

### Andamento in campionato
| Giornata  | 1 | 2 | 3 | 4 | 5 | 6 | 7 | 8 | 9 | 10 | 11 | 12 | 13 | 14 | 15 | 16 | 17 | 18 | 19 | 20 | 21 | 22 | 23 | 24 | 25 | 26 | 27 | 28 | 29 | 30 | 31 | 32 | 33 | 34 |
| --------- | - | - | - | - | - | - | - | - | - | -- | -- | -- | -- | -- | -- | -- | -- | -- | -- | -- | -- | -- | -- | -- | -- | -- | -- | -- | -- | -- | -- | -- | -- | -- |
| Luogo     | C | T | C | T | C | T | C | T | C | T  | C  | T  | C  | T  | C  | T  | C  | T  | C  | T  | C  | T  | C  | T  | C  | T  | C  | T  | C  | T  | C  | T  | C  | T  |
| Risultato | V | V | P | V | V | V | N | N | V | N  | V  | P  | N  | N  | V  | V  | V  | P  | V  | P  | P  | V  | V  | V  | V  | V  | V  | V  | V  | N  | V  | V  | V  | P  |
| Posizione | 1 | 1 | 5 | 3 | 2 | 2 | 2 | 2 | 1 | 2  | 1  | 1  | 2  | 1  | 1  | 1  | 1  | 2  | 2  | 2  | 2  | 2  | 2  | 2  | 2  | 2  | 1  | 1  | 1  | 1  | 1  | 1  | 1  | 1  |

Legenda:

Luogo: C = Casa; T = Trasferta. Risultato: V = Vittoria; N = Pareggio; P = Sconfitta.

### Statistiche dei giocatori
| Giocatore        | 2. Bundesliga | 2. Bundesliga | 2. Bundesliga | 2. Bundesliga | Coppa di Germania | Coppa di Germania | Coppa di Germania | Coppa di Germania | Totale   | Totale | Totale      | Totale     |
| Giocatore        | Presenze      | Reti          | Ammonizioni   | Espulsioni    | Presenze          | Reti              | Ammonizioni       | Espulsioni        | Presenze | Reti   | Ammonizioni | Espulsioni |
| ---------------- | ------------- | ------------- | ------------- | ------------- | ----------------- | ----------------- | ----------------- | ----------------- | -------- | ------ | ----------- | ---------- |
| K. Fuhry         | -             | -             | -             | -             | -                 | -                 | -                 | -                 | -        | -      | -           | -          |
| P. Klandt        | 1             | 0             | 0             | 0             | 2                 | 0                 | 0                 | 0                 | 3        | 0      | 0           | 0          |
| A. Schwolow      | 33            | 0             | 1             | 0             | -                 | -                 | -                 | -                 | 33       | 0      | 1           | 0          |
| L. Bohro         | -             | -             | -             | -             | -                 | -                 | -                 | -                 | -        | -      | -           | -          |
| J. Föhrenbach    | 8             | 1             | 1             | 0             | 1                 | 0                 | 0                 | 0                 | 9        | 1      | 1           | 0          |
| C. Günter        | 31            | 0             | 3             | 0             | 2                 | 0                 | 1                 | 0                 | 33       | 0      | 4           | 0          |
| V. Hedenstad     | 7             | 0             | 0             | 0             | 1                 | 0                 | 0                 | 0                 | 8        | 0      | 0           | 0          |
| I. Höhn          | 26            | 3             | 3             | 0             | 2                 | 0                 | 0                 | 0                 | 28       | 3      | 3           | 0          |
| M. Kempf         | 30            | 5             | 3             | 0             | 1                 | 0                 | 0                 | 0                 | 31       | 5      | 3           | 0          |
| L. Kübler        | -             | -             | -             | -             | -                 | -                 | -                 | -                 | -        | -      | -           | -          |
| M. Mujdža        | 18            | 0             | 6             | 1             | 2                 | 0                 | 0                 | 0                 | 20       | 0      | 6           | 1          |
| P. Stenzel       | 11            | 0             | 2             | 1             | -                 | -                 | -                 | -                 | 11       | 0      | 2           | 1          |
| Torrejón         | 20            | 1             | 3             | 1             | -                 | -                 | -                 | -                 | 20       | 1      | 3           | 1          |
| A. Abrashi       | 33            | 3             | 10            | 0             | 1                 | 0                 | 0                 | 0                 | 34       | 3      | 10          | 0          |
| P. Dorn          | -             | -             | -             | -             | -                 | -                 | -                 | -                 | -        | -      | -           | -          |
| M. Frantz        | 31            | 6             | 4             | 0             | 2                 | 0                 | 0                 | 0                 | 33       | 6      | 4           | 0          |
| V. Grifo         | 31            | 14            | 4             | 0             | 1                 | 0                 | 0                 | 0                 | 32       | 14     | 4           | 0          |
| K. Guédé         | 26            | 1             | 4             | 0             | 1                 | 0                 | 0                 | 0                 | 27       | 1      | 4           | 0          |
| M. Hingerl       | -             | -             | -             | -             | -                 | -                 | -                 | -                 | -        | -      | -           | -          |
| N. Höfler        | 33            | 2             | 5             | 0             | 2                 | 0                 | 0                 | 0                 | 35       | 2      | 5           | 0          |
| L. Hufnagel      | 19            | 1             | 2             | 0             | 2                 | 0                 | 0                 | 0                 | 21       | 1      | 2           | 0          |
| F. Kath          | 4             | 0             | 1             | 0             | -                 | -                 | -                 | -                 | 4        | 0      | 1           | 0          |
| M. Dæhli         | 2             | 0             | 0             | 0             | -                 | -                 | -                 | -                 | 2        | 0      | 0           | 0          |
| J. Schuster      | 8             | 1             | 0             | 0             | 2                 | 1                 | 0                 | 0                 | 10       | 2      | 0           | 0          |
| C. Stanko        | 5             | 0             | 0             | 0             | 1                 | 0                 | 0                 | 0                 | 6        | 0      | 0           | 0          |
| A. Falahen       | 3             | 0             | 0             | 0             | -                 | -                 | -                 | -                 | 3        | 0      | 0           | 0          |
| K. Kinoshita     | -             | -             | -             | -             | -                 | -                 | -                 | -                 | -        | -      | -           | -          |
| T. Kleindienst   | 7             | 0             | 0             | 0             | 1                 | 0                 | 0                 | 0                 | 8        | 0      | 0           | 0          |
| J. Mees          | -             | -             | -             | -             | -                 | -                 | -                 | -                 | -        | -      | -           | -          |
| F. Niederlechner | 14            | 8             | 3             | 0             | -                 | -                 | -                 | -                 | 14       | 8      | 3           | 0          |
| H. Nielsen       | 7             | 0             | 0             | 0             | -                 | -                 | -                 | -                 | 7        | 0      | 0           | 0          |
| N. Petersen      | 32            | 21            | 1             | 0             | 2                 | 4                 | 0                 | 0                 | 34       | 25     | 1           | 0          |
| M. Philipp       | 31            | 8             | 1             | 0             | 2                 | 0                 | 0                 | 0                 | 33       | 8      | 1           | 0          |
| F. Schleusener   | 1             | 0             | 0             | 0             | -                 | -                 | -                 | -                 | 1        | 0      | 0           | 0          |